# ثلاثي فينيل الفوسفيت
ثلاثي فينيل الفوسفيت هو مركب فوسفور عضوي صيغته C18H15O3P، والتي يمكن كتابتها على الشكل P(OC6H5)3، ويوجد على شكل سائل عديم اللون.
يصنف هذا المركب ضمن مركبات إسترات الفوسفيت.

## التحضير
يحضر المركب من تفاعل ثلاثي كلوريد الفوسفور مع الفينول:
{\displaystyle \mathrm {PCl_{3}+3\ C_{6}H_{5}OH\longrightarrow P(OC_{6}H_{5})_{3}+3\ HCl} }

## الخواص
يوجد المركب في الشروط القياسية على شكل سائل عديم اللون، وهو قابل للامتزاج مع المذيبات العضوية، لكنه يتفكك ببطء عند التماس مع الماء، كما يتفكك عند التسخين.
يوجد المركب في شكلين لابلوريّيَن مختلفين عند درجات حرارة تراوح 200 كلفن؛ كما يمكن الحصول على نمط متعدد الأشكال عند إجراء البَلْوَرة في سوائل أيونية.

## الاستخدامات
يستخدم هذا المركب ركيزة لتحضير مركبات عضوية أخرى للفوسفور مثل ثلاثي ميثيل الفوسفين:
{\displaystyle \mathrm {3\ CH_{3}MgCl+P(OC_{6}H_{5})_{3}\longrightarrow P(CH_{3})_{3}+3\ MgClOC_{6}H_{5}} }
كما يستخدم المركب ربيطةً في تفاعلات الكيمياء العضوية الفلزية، فمعقداته مع النيكل مثلاً لها تطبيق في التحفيز المتجانس.